# Mieuxcé
Mieuxcé település Franciaországban, Orne megyében. Lakosainak száma 611 fő (2022. január 1.). Mieuxcé Pacé, Condé-sur-Sarthe, La Ferrière-Bochard, Héloup, Saint-Céneri-le-Gérei és Moulins-le-Carbonnel községekkel határos.

## Népesség
A település népességének változása:
| Lakosok száma | 622  | 625  | 652  | 624  | 617  | 611  | 610  | 613  | 611  |
|               | 2013 | 2015 | 2016 | 2017 | 2018 | 2019 | 2020 | 2021 | 2022 |